# Kobylanki (województwo świętokrzyskie)
Kobylanki – wieś sołecka w Polsce położona w województwie świętokrzyskim, w powiecie opatowskim, w gminie Opatów.
W latach 1975–1998 miejscowość położona była w województwie tarnobrzeskim.
Przez miejscowość przebiega droga wojewódzka nr 757.

## Historia
W wieku XIX, Kobylanki wieś w  powiecie opatowskim, gminie Modliborzyce, parafii Strzyżowice, położona przy drodze bitej, odległa 6 wiorst od Opatowa. 

W 1827 r. było tu 9 domów i 83 mieszkańców, w 1883 roku 15 domów, 177 mieszkańców 288 mórg ziemi dworskiej i 94 mórg włościańskiej.
Według spisu powszechnego z roku 1921 w kolonii Kobylanki było 20 domów i 97 mieszkańców, we wsi Kobylanki 11 domów 81 mieszkańców.